# یادگیری هب
یادگیری هب (به انگلیسی: Hebbian Learning) یکی از اصول اساسی یادگیری در علوم اعصاب و شبکه‌های عصبی مصنوعی است. این قانون در سال ۱۹۴۹ توسط دونالد هب در کتاب "سازمان رفتار" (The Organization of Behavior) معرفی شد و اساس آن بر این اصل استوار است که اگر دو نورون به طور همزمان فعال شوند، ارتباط بین آن‌ها تقویت می‌شود. این ایده به‌طور غیررسمی با عبارت "نورون‌هایی که با هم شلیک می‌کنند، با هم سیم‌پیچی می‌شوند" بیان می‌شود.

## اصول یادگیری هب

### فرمول اصلی
رابطه اصلی یادگیری هب به صورت زیر بیان می‌شود:
{\displaystyle \Delta w_{ij}=\eta \cdot x_{i}\cdot x_{j}}
در این معادله:
- {\displaystyle \Delta w_{ij}}: تغییر وزن بین دو نورون {\displaystyle i} و {\displaystyle j}
- {\displaystyle \eta }: نرخ یادگیری (Learning Rate)
- {\displaystyle x_{i},x_{j}}: فعالیت نورون‌های {\displaystyle i} و {\displaystyle j}

### توضیح مفاهیم
بر اساس این قانون، اگر یک نورون پیش‌سیناپسی (پیش‌ورودی) و یک نورون پس‌سیناپسی (پس‌ورودی) همزمان فعال باشند، وزن سیناپسی بین آن‌ها افزایش می‌یابد. به عبارت دیگر، ارتباط بین این دو نورون قوی‌تر می‌شود.

## کاربردها

### علوم اعصاب
یادگیری هب نقش مهمی در توضیح پدیده‌های زیستی مانند تقویت بلندمدت (LTP) و انعطاف‌پذیری سیناپسی ایفا می‌کند.

### شبکه‌های عصبی مصنوعی
در هوش مصنوعی و یادگیری ماشین، یادگیری هب به عنوان پایه‌ای برای الگوریتم‌های مختلف، به‌ویژه در شبکه‌های عصبی غیرنظارتی (Unsupervised Neural Networks) مورد استفاده قرار می‌گیرد.

### مدل‌های حافظه
از یادگیری هب برای توضیح چگونگی شکل‌گیری و تقویت خاطرات در مغز استفاده می‌شود.

## مثال ساده
فرض کنید دو نورون {\displaystyle A} و {\displaystyle B} داریم که در ابتدا هیچ ارتباط قوی‌ای بین آن‌ها وجود ندارد. اگر {\displaystyle A} به طور مکرر باعث فعال شدن {\displaystyle B} شود، بر اساس قانون هب، ارتباط بین این دو نورون تقویت خواهد شد. این فرآیند اساس یادگیری در بسیاری از سیستم‌های زیستی و مصنوعی است.

## محدودیت‌ها
- اشباع وزنی: اگر وزن‌ها بیش از حد افزایش یابند، ممکن است سیستم دچار اشباع شود.
- عدم در نظر گرفتن ضعف: یادگیری هب به تقویت روابط تمرکز دارد و کاهش ارتباطات ضعیف‌تر را در نظر نمی‌گیرد.
- پیچیدگی زیستی: این مدل تنها یک تقریب ساده از فرایندهای پیچیده زیستی است.